# Soraya Mouloudji
Soraya Mouloudji (arabe : صورية مولوجي), née le 8 octobre 1977 , est une femme politique algérienne, ministre de la Culture et des Arts depuis le 19 février 2022. Elle est la sixième femme à la tête de ce ministère. Le 18 novembre 2024, elle est nommée ministre de la Solidarité nationale, de la Famille et de la Condition de la femme.

## Biographie
Titulaire d’un doctorat en traduction et anthropologie, elle enseigne à l’université d’Oran entre 2003 et 2010. Elle occupe un poste de chercheuse au Centre de recherche en anthropologie sociale et culturelle (CRASC), et est directrice par intérim du CRASC de septembre 2021 à février 2022.
Elle a édité plusieurs articles scientifiques en arabe, français et anglais, et a réalisé une étude intitulée "Les travaux socio anthropologique de Pierre Bourdieu sur l’Algérie" et la traduction de ces travaux en langue arabe, dont l'article apparaît dans la revue d'anthropologie Madarat.
En juin 2022, Soraya Mouloudji inaugure le Palais de la Culture à Oran après plusieurs années de travaux.
Le 18 novembre 2024, elle est nommée ministre de la Solidarité nationale, de la Famille et de la Condition de la femme.